# Martin van Drunen
Martin van Drunen (ur. 1966 w Uden) – holenderski muzyk, wokalista i autor tekstów, członek zespołów Asphyx i Grand Supreme Blood Court. Był także członkiem takich zespołów jak: Death by Dawn, First Class Elite, Hail of Bullets, Pestilence, Submission i Comecon. Jako muzyk koncertowy współpracował z grupą Bolt Thrower.

## Dyskografia
- Pestilence - Malleus Maleficarum (1988, R/C Records)
- Pestilence - Consuming Impulse (1989, R/C Records)
- Asphyx - The Rack (1991, Century Media Records)
- Asphyx - Last One on Earth (1992, Century Media Records)
- Comecon - Converging Conspiracies (1993, Century Media Records)
- Death By Dawn - One Hand One Foot and a Lot of Teeth (2006, STF Records)
- Hail of Bullets - ...of Frost and War (2008, Metal Blade Records)
- Asphyx - Death... The Brutal Way (2009, Century Media Records)
- Hail of Bullets - On Divine Winds (2010, Metal Blade Records)
- With Grand Supreme Blood Court - Bow Down Before the Blood Court (2012, Century Media Records)
- Asphyx - Deathhammer (2012, Century Media Records)
- Hail of Bullets - III: The Rommel Chronicles (2013, Metal Blade Records)
- Asphyx - Incoming Death (2016, Century Media Records)